# Nandó dos Santos
Fernando da Piedade Dias "Nandó" dos Santos (Luanda, 5 de março de 1950) é um advogado, comandante policial e político angolano, primeiro-ministro de seu país de 2002 a 2006. Eleito Presidente da Assembleia Nacional em 2008, interrompeu em 2010 para assumir a Vice-Presidência do país. Foi novamente eleito Presidente da Assembleia Nacional em 2012 e 2017.

## Biografia

### Juventude e formação
Nascido em Luanda em 5 de março de 1950, seus pais eram imigrantes de São Tomé e Príncipe. Licenciou-se em direito em 2009 pela Universidade Agostinho Neto.

### Carreira profissional
Ingressou no Movimento Popular de Libertação de Angola (MPLA) em 1971, tornando-se combatente das Forças Armadas Populares de Libertação de Angola (FAPLA). Após a independência de Angola de Portugal em 1975, iniciou a sua carreira no Corpo de Polícia do Povo Angolano, tornando-se chefe de departamento em 1978.
Foi nomeado Comandante-Geral da Polícia Nacional em 1982, ficando no cargo até 1985. No período como comandante da polícia, foi dirigente do Grupo Desportivo Interclube.
Em 1986 foi eleito para cargos de confiança no MPLA e recebeu a patente de coronel das forças armadas. No ano seguinte, tornou-se membro da Assembleia do Povo.
Desempenhou as funções de Vice-Ministro do Interior, tendo acumulado este cargo com o de chefe dos Serviços de Informação (SINFO). Foi promovido a Ministro do Interior entre 1999 e 2002.
Foi nomeado primeiro-ministro em novembro de 2002, e assumiu o cargo em 6 de dezembro de 2002, que estava vago desde 1999. Foi nomeado primeiro-ministro para preencher um vazio constitucional que se registava por causa da instabilidade política e social.
A 5 de fevereiro de 2010, entrou em vigor uma nova lei constitucional em Angola, onde o cargo de primeiro-ministro foi abolido, passando a existir o cargo de vice-presidente da República de Angola.
Em 2012, com a vitória do MPLA nas eleições gerais, foi substituído como Vice-Presidente por Manuel Domingos Vicente, desempenhando, entre 2012 e 2022, o cargo de Presidente da Assembleia Nacional de Angola.

## Vida pessoal
É casado com Maria Augusta Tomé Dias dos Santos e é pai de 7 filhos: Claúdio, Hélder, Elizabete, Custódio, Fernanda, Edivaldo e Isamara Dias dos Santos. Nandó dos Santos é primo do ex-presidente José Eduardo dos Santos.